# Pabis Perosabor
Pabis Perosabor (em persa médio: Pābīg ī Pērōz-Šābuhr; em parta: *Pābič Pērōz-Šābuhr; em grego clássico: Παβις Περωσαβορ; romaniz.: Pabis Perosabor) foi dignitário persa do século III, ativo durante o reinado do xá Sapor I (r. 240–270). É conhecido apenas a partir da inscrição Feitos do Divino Sapor. Aparece na lista de dignitários da corte e está classificado na trigésima posição dentre os 67 dignitários. "Perosabor", como é designado, é um título que significa "Vitorioso é Sapor". De acordo com a fonte era filho de Sombedes e irmão de Rismaodes.